# پخش دوره‌ای موسیقی
در پخش همگانی، اصطلاح پخش دوره‌ای (به انگلیسی: rotation) اشاره به روالی دارد که بر اساس آن مجموعه‌ای از چند ترانه به صورت دوره‌ای توسط یک رادیو یا رادیوی ماهواره‌ای پخش می‌شود، یا مجموعه‌ای از نماهنگ‌ها توسط شبکه تلویزیون پخش می‌شود.
به بیان ساده‌تر، برخی شبکه‌های رادیویی یا تلویزیونی، مجموعه‌ای از آهنگ‌ها یا نماهنگ‌ها را انتخاب می‌کنند و مانند یک حلقه، چند بار در روز پشت سر هم اجرا می‌کنند. تعداد دفعات پخش هر قطعه در کل این دوره‌ها را اسپین (به انگلیسی: spin) می‌نامند.
شبکه‌هایی که آهنگ‌های جدید را به صورت دوره‌ای پخش می‌کنند، معمولاً طول هر دوره‌شان کوتاه (و حدود ۴ ساعت) است. شبکه‌هایی که آثار ماندگار را پخش می‌کنند ممکن است دوره‌های طولانی‌تر (مثلاً حدود ۸ ساعته) را به کار ببندند.